# Eligio Martínez
Eligio Martínez Villasboa (ur. 21 lipca 1955 w Asunción, zm. 10 września 2024 w Paragwaju) – boliwijski piłkarz grający na pozycji obrońcy. Wraz z reprezentacją Boliwii wziął udział w czterech meczach turnieju Copa América 1989.